# 天久宮

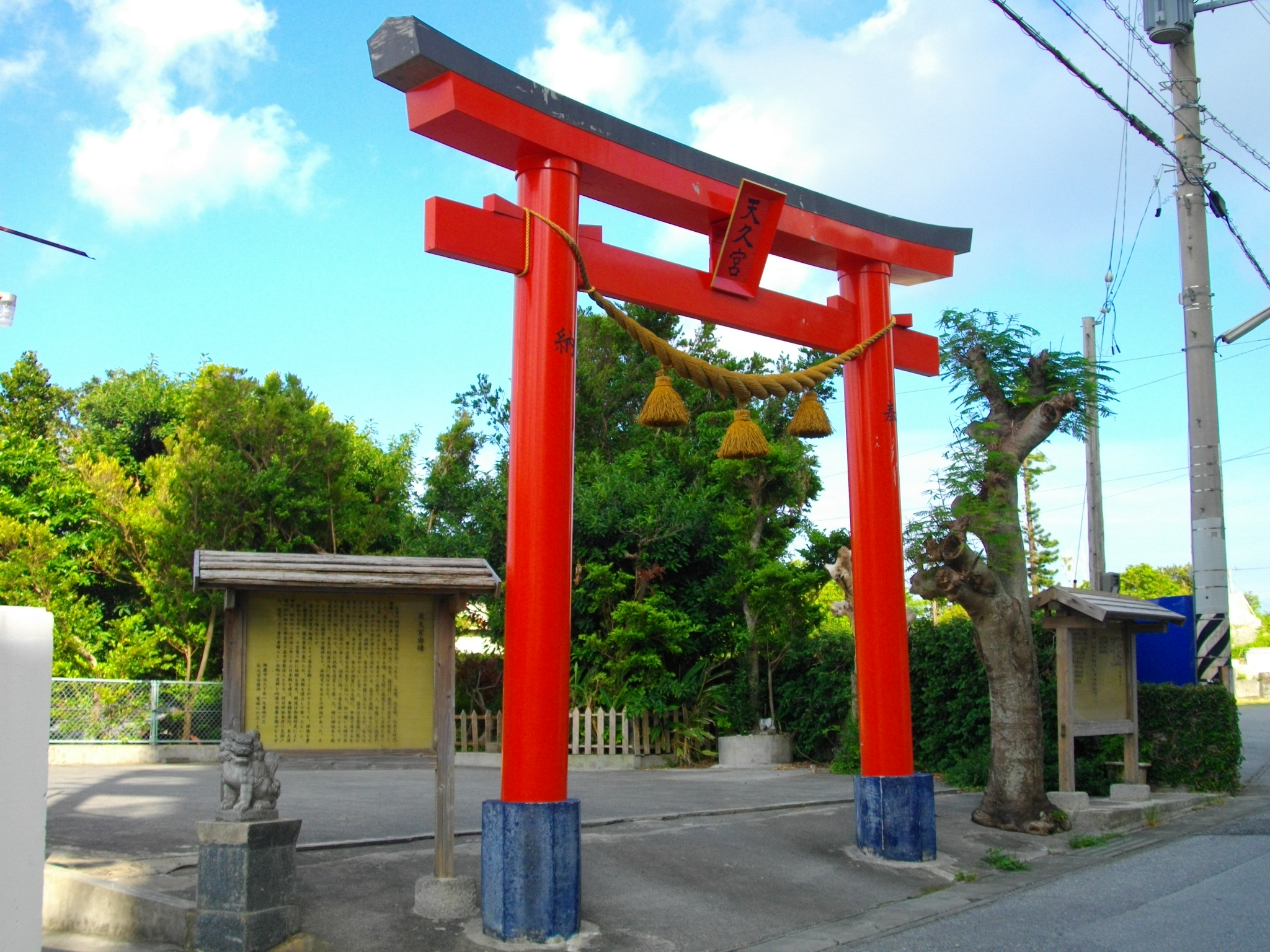
鳥居

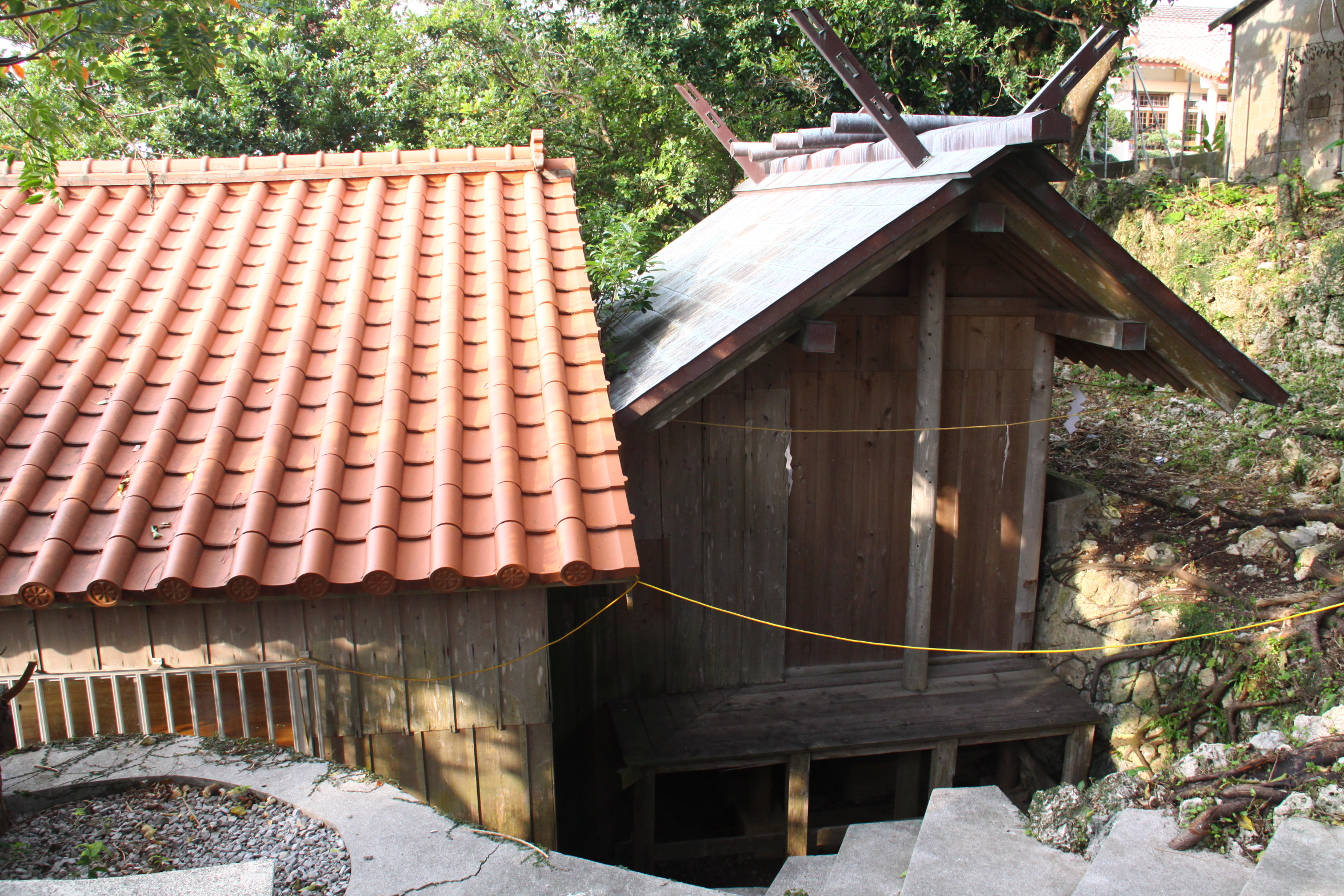
本殿

天久宮（あめくぐう）は、沖縄県那覇市にある神社。琉球八社の一つで、明治の近代社格制度では無格社。

## 祭神
熊野権現
- 伊弉冉尊
- 速玉男命
- 事解男命

## 由緒
康熙52年（1713年、和暦では正徳3年）に成立した『琉球国由来記 巻11 密門諸寺縁起』の〔天久山聖現寺〕の段にある「天久山大権現縁起」では、当社の開基を成化年間（1465年 - 1487年）であるとし、その創始について次のような伝承を記している。
往古、銘苅村（めかるむら）に翁子と言う者がおり、日々を愉しんで暮らしていた。ある夕方、隣の里の天久野に出て佇んでいると、見れば山上から、気高い女人が威儀の正しい法師を送って下りて来た。山の中腹には、中に泉があって水が流れている小洞があり、二人はそこへ来た。また或る時は、法師が女人を送って山へ上がることがあった。翁子はこれを見て法師に「あなたは何者で、あの女人は誰なのですか」と尋ねた。法師の答えは「私は、ただ此処に住む者で、あの女性は山上の森に住む者です。名乗るほどの者ではありません。」と言うものであった。2人は、ある時は洞の中に入り、ある時は道の半ばで消えるときもあり、これを見るたび不思議に思った。そこで、これを王臣に奏上したところ、国王は諸官人をして虚実を確かめることとした。洞に向かって香をひねって置かせたところ自然に火がついたことから、この話が本当であることが分かり、後日、社殿を造営した。すると「我は熊野権現なり、衆生の利益のために顕現した。女人は国の守護神弁才天なり。」との神託があった。
この『琉球国由来記』の創建伝承が現在の社伝となっており、『沖縄の神社』においても成化年間の創建説を紹介している。また、慶安元年（1648年）に初版が開板された『琉球神道記 巻第5』の「天久権現事」にも、上記伝承とほぼ同様の内容が記載されている。
当社は真言宗8公寺の一つである聖現寺（現在も当社に隣接）に併置の神社として、官社の制により琉球八社とされた。官社へは王府から神職の役俸並びに営繕費が支給されたが、当社へは神職として祝部・内侍・宮童が置かれた。また、祝部・内侍が神楽の際に着用する服装は全て王府の寺社座から支給を受けた。
明治時代に入り、 琉球処分により琉球王国が廃され沖縄県が置かれると、当社は近代社格制度により無格社とされた。『琉球宗教史の研究』によれば、沖縄県行政府では当社を村社に列することを立案したが、経済的な理由から村社列格が出来ず、また社殿その他の設備においても不備な点が多々あって村社列格が事実上不可能であることから、とりあえず無格社として残置し、追々維持拡張整備して村社に引き直す根基を充実するよう努めることになったとしている。
さらに『琉球宗教史の研究』によれば、当時地元の民衆と信仰的に直接結合していたのは御嶽拝所であり、無格社となり日本政府の経済的保障がなかった当社は、その後経済的にも信仰的にも見るに耐えない無残な状態を呈することとなり、腐朽にまかせて拝殿は失せ、本殿は昭和12年（1937年）大音響と共に逆転倒壊して逆立状態となったとしている。しかし社頭の案内板『天久宮由緒』によれば、社殿は太平洋戦争の最中である昭和19年（1944年）の十・十空襲で焼失したと述べている。
『天久宮由緒』によれば、社殿を失って後、戦後しばらくは御嶽の形式で奉祀していたが、昭和47年（1972年）に現在の社殿を建立、同年に奉鎮祭を斎行している。